# Willibald Dörfler
Willibald Dörfler (* 20. Juni 1944 in St. Pölten) ist ein österreichischer Mathematiker. Er war von 1993 bis 1999 Rektor der Universität Klagenfurt.

## Leben
Willibald Dörfler studierte nach der Matura 1962 in St. Pölten an der Universität Wien, wo er 1967 mit einer Dissertation über kontinuierliche Gleichverteilung promovierte, Doktorvater war Edmund Hlawka. Ein Jahr später legte er die Lehramtsprüfung für Mathematik und Physik ab.
Ab 1968 war er Assistent an der Technischen Hochschule Wien, wo er sich 1973 auf dem Gebiet der Mathematik habilitierte. 1974 wurde er als ordentlicher Professor für Mathematik mit besonderer Berücksichtigung der Didaktik an die damalige Hochschule für Bildungswissenschaften in Klagenfurt berufen, wo er bis zu seiner Emeritierung im Jahr 2012 blieb. Im Studienjahr 1990/91 war er an der nunmehrigen Universität Klagenfurt Prorektor und in den Studienjahren 1991/92 sowie 1992/93 Prärektor. 1993 wurde er zum Rektor der Universität Klagenfurt gewählt, 1999 folgte ihm Winfried Bernward Müller in dieser Funktion nach.
Gastprofessuren hatte er an der Universität Moskau (1970), der Vanderbilt University in Nashville (1979 und 2001), der Universität Kassel (1983), der Rutgers University in New Brunswick (2000) und an der La Trobe University in Melbourne (2001) inne.
Zu seinen Arbeitsbereichen zählen die Didaktik und Philosophie der Mathematik, insbesondere die kognitive Begriffsentwicklung, der psychologische und epistemologische Status mathematischer Objekte sowie semiotische Aspekte der Mathematik. Außerdem leitete er das Doktorandenkolleg „Mathematische Bildung im informationstechnologischen Zeitalter“ und war in der Aus- und Weiterbildung von Mathematiklehrern tätig.
Im Mai 2017 erhielt er sein Goldenes Doktordiplom der Universität Wien.
Willibald Dörfler ist verheiratet und Vater von drei Kindern.

## Publikationen (Auswahl)
- 1973: Graphentheorie für Informatiker, gemeinsam mit Jörg R. Mühlbacher, De Gruyter, Berlin/New York 1973, ISBN 978-3-11-003946-7 / ISBN 978-3-11-188363-2 / ISBN 978-3-11-083572-4
- 1977/78: Mathematik für Informatiker, 2 Bände, Hanser-Verlag Wien/München
  - Band 1: Finite Methoden und Algebra, 1977, ISBN 978-3-446-12365-6
  - Band 2: Methoden aus der Analysis, 1978, ISBN 978-3-446-12366-3
- 1980: Wechselwirkungen zwischen Informatik und Mathematik, gemeinsam mit Helmut Schauer, Oldenbourg-Verlag, Wien/München 1980, Schriftenreihe der Österreichischen Computer-Gesellschaft Band 9, ISBN 978-3-486-24451-9
- 1988: Einführung in die Mathematik für Informatiker, gemeinsam mit Werner Peschek, neubearbeitete Ausgabe des zweibändigen Werkes Mathematik für Informatiker, Hanser-Verlag, Wien/München, ISBN 978-3-446-15112-3
- 1998: Ernst von Glasersfeld – Konstruktivismus statt Erkenntnistheorie, gemeinsam mit Josef Mitterer, Drava-Verlag, Klagenfurt 1998, ISBN 978-3-85435-302-7
- 2013: Phantasie und Konstruktion von Möglichkeiten: Annäherungen aus Kunst und Mathematik, gemeinsam mit Manfred Bockelmann, Wieser-Verlag, Klagenfurt 2013, ISBN 978-3-99029-085-9